# Arthur Henry Reginald Buller

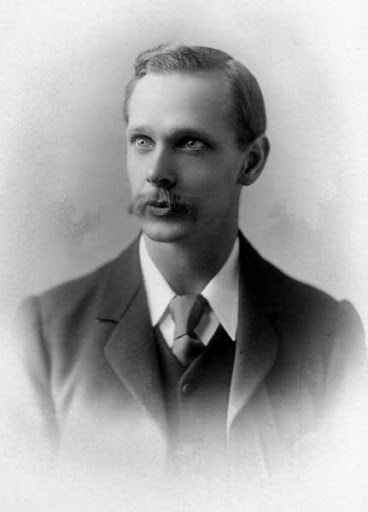
Arthur Buller

Arthur Henry Reginald Buller (* 19. August 1874 in Moseley, Birmingham, Hertfordshire; † 3. Juli 1944 in Winnipeg) war ein britisch-kanadischer Botaniker und Mykologe. Sein offizielles botanisches Autorenkürzel lautet „Buller.“
Buller ging in Taunton zur Schule (Queen’s College) und studierte an der University of Birmingham (damals Mason College) mit dem Bachelor-Abschluss 1896. Er wurde an der Universität Leipzig bei Wilhelm Pfeffer promoviert und studierte auch an der Universität München bei Robert Hartig. Später erhielt er einen D.Sc. der Universität Birmingham. Buller war kurz an der Zoologischen Station Neapel und war ab 1901 Lecturer an der Universität Birmingham und ab 1904 Professor für Botanik (und Gründer Abteilung Botanik) an der University of Manitoba. 1936 ging er in den Ruhestand. Er unterrichtete auch Geologie.
Buller befasste sich mit Pilzen und deren Vermehrung und mit dem Braunrost des Weizens.
Er war ein Dichter von Limericks, die in Punch veröffentlicht wurden, darunter auch ein bekannter Limerick über die Relativitätstheorie von 1923: There was a young lady named Bright/Whose speed was far faster than light/She started one day/In a relative way/And returned on the previous night.
1909 wurde er Fellow der Royal Society of Canada, deren Präsident er 1927 war und deren Flavelle Medal er 1929 erhielt. Ein Gebäude an der University of Manitoba ist nach ihm benannt. Er war mehrfacher Ehrendoktor (University of Saskatchewan, University of Calcutta, University of Manitoba, University of Pennsylvania). 1937 wurde er Fellow der Royal Society und erhielt im selben Jahr deren Royal Medal. Buller war Mitglied auf Lebenszeit der Mycological Society of America.

## Bullerscher Tropfen
Er hat als erster  beschrieben auf welche Weise die meisten Lamellenpilze ihre Sporen abgeben: Sie produzieren einen Tropfen, den Bullerschen Tropfen und geben so ihre Sporen, die „Ballistosporen“, ab. Diese sind mit dem Sterigma verbunden und haben auf dieser Seite eine Vorwölbung (Apiculus). Dort bildet sich aus Wasser der Bullersche Tropfen. Parallel dazu entsteht auf der Sporenoberseite ein weiterer Tropfen. Verbinden sich die beiden Tropfen, verändert sich der Schwerpunkt der Spore jäh und sie wird schlagartig aus der Lamelle geschleudert.